# Roger Lhande
Roger Lhande, né le 20 octobre 1945 à Aramits, est un joueur français de rugby à XV, ayant évolué à la Section paloise et au Sport athlétique mauléonais.
Roger Lhande est champion de France avec la Section en 1964 au poste d'ailier.
Il est le père de Benjamin Lhande.

## Biographie
Elève au Lycée d'Oloron, il devient international scolaire en 1964.
Roger Lhande débute en équipe première de la Section paloise en 1963, à l'âge de 17 ans.
Lhande est champion de France en 1964 aux côtés des Moncla, Capdouze et autres Jean Piqué.
Il restera à la Section jusqu'en 1970, date à laquelle il rejoint le Sport athlétique mauléonais.